# Хомутов, Дмитрий Анатольевич
Дмитрий Анатольевич Хомутов (род. 21 марта 1975, Пермь) — советский и российский хоккеист, вратарь.

## Биография
С восьми лет началь заниматься хоккеем во дворовой команде «Дзержинец», через год перешёл в «Молот», дебютировал за команду в 15 лет, проведя два матча в сезоне 1990/91 первой лиги. В сезоне 1992/93 сыграл четыре матча в МХЛ. Играл за команды «Россия» Краснокамск (1993/94 — 1994/95), «Прогресс» Соликамск (1994/95), «Молот» / «Молот-Прикамье» (1995/96 — 1997/98, 1999/2000, 2001/02, 2003/04 — 2005/06, 2006/07), «Молот-2»/ «Молот-Прикамье-2» (1995/96 — 1996/97, 1999/2000, 2004/05 — 2005/06, 2006/70), «Воронеж» (1998/99), «Нефтехимик» Нижнекамск (1999/2000 — 2001/02, 2002/03 — 2005/06), «Нефтяник» Лениногорск (2006/07), «Викинг» Пермь (2007/08).
Тренер вратарей в командах «Молот-Прикамье» / «Молот» (2013/14 — 2015/16, с 2022/23), «Северсталь» Череповец (2016/17 — 2017/18), «Ак Барс» Казань U18 (ЮХЛ, 2020/21), «Барс» Казань (2021/22).